# Різдво в Аргентині
Різдво в Аргентині (ісп. Navidad en Argentina) — державне свято в Аргентині, присвячене Різдву Христовому і відзначається за григоріанським календарем 25 грудня. Ніч з 24 на 25 грудня в Аргентині називається Nochebuena (добра ніч). Підготовка до свята розпочинається з початку грудня. Це сімейне свято з обов'язковими подарунками. Друзі та родичі шлють один одному вітальні листівки.

## Підготовка

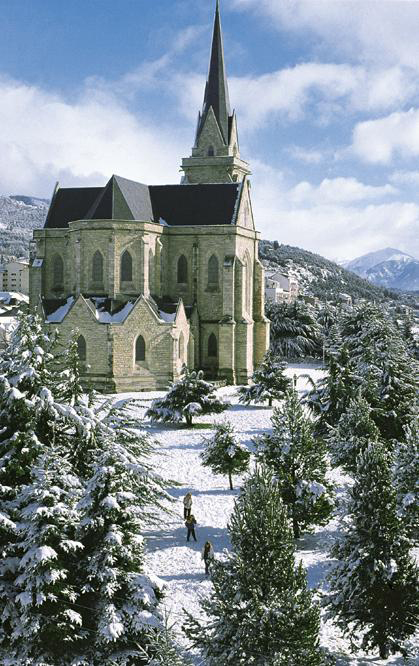
Сніг у Барилочі

Аргентинці, в основному, католики, а країна посідає 10-е місце у світі за кількістю католиків, що тут проживають. Католицизм — державна релігія Аргентини. Тому немає нічого дивного в тому, що релігійні свята, поряд із національними, є найбільш важливими для населення країни та широко відзначаються.
Оскільки країна знаходиться в Південній півкулі, Різдво проходить у розпал аргентинського літа — без снігу. Сніговий покрив є лише Андах. Передсвятковий клопіт починається 8 грудня, в День Непорочного зачаття Діви Марії вбранням ялинки. Ялинку вбирають у строгому стилі, зазвичай присутня не більше двох кольорових гам. На гілках не густо розвішують білі, або білі та сріблясті, або сині та білі кулі, що символізують сніг. Діти пишуть листи Папа Ноелю — аргентинському Санта-Клаусу, з проханням про той чи інший подарунок.

## Різдвяний стіл

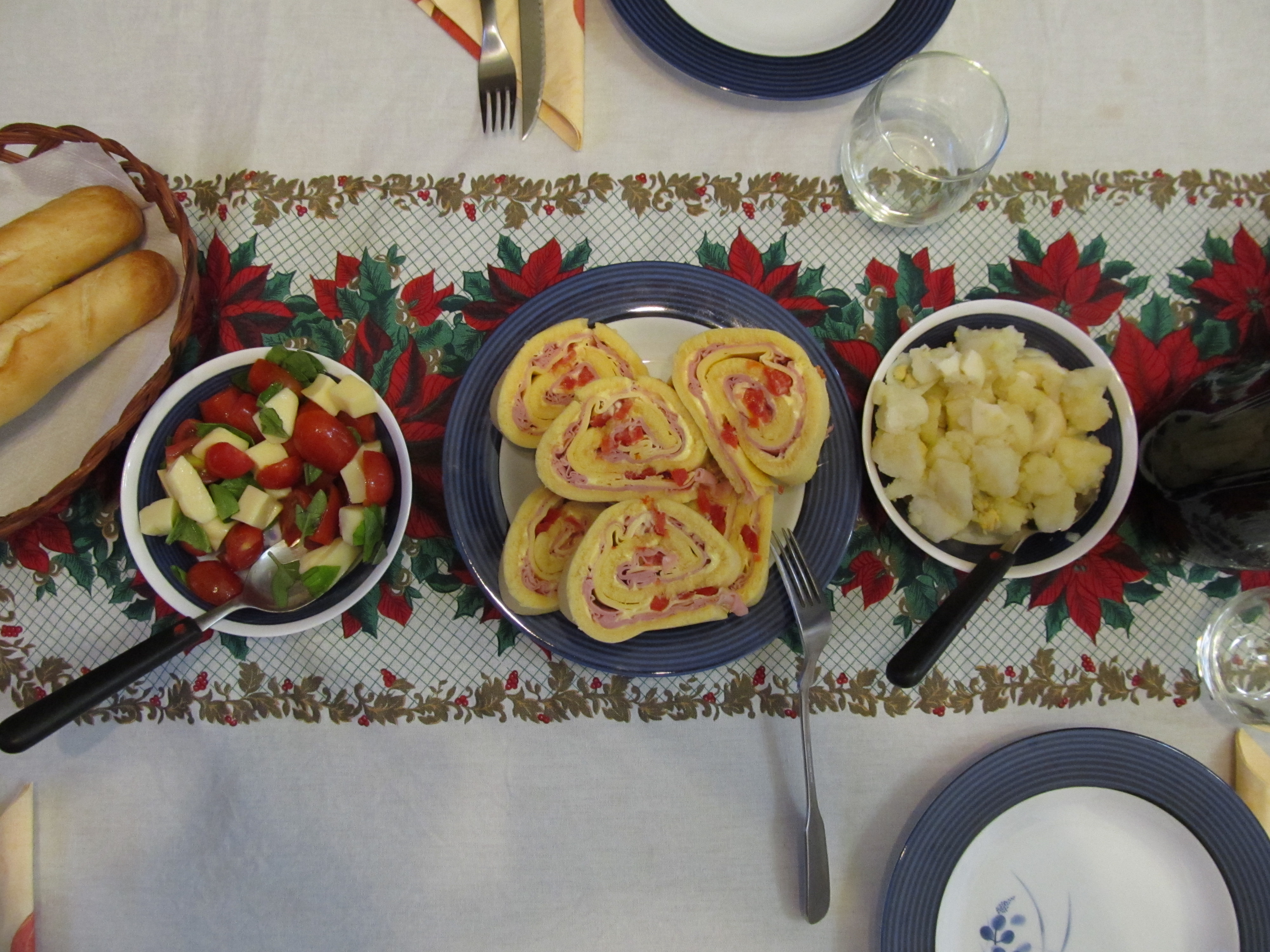
Різдвяна вечеря

Традиційно, на святковий стіл, як гаряча страва, подається запечена в духовці індичка або засмажене цілком порося, поряд з улюбленою в Аргентині стравою — асадо. З салатів найбільш популярними вважаються Vitel Toné та картопляний салат. Також подаються смажені фаршировані помідори та фруктовий салат.
На десерт обов'язково має бути Pan Dulce — солодкий різдвяний хліб та Turon de mani (солодка цукрова плитка з горішками). П'ють в основному сидр, шампанське та вино.

## Святкування

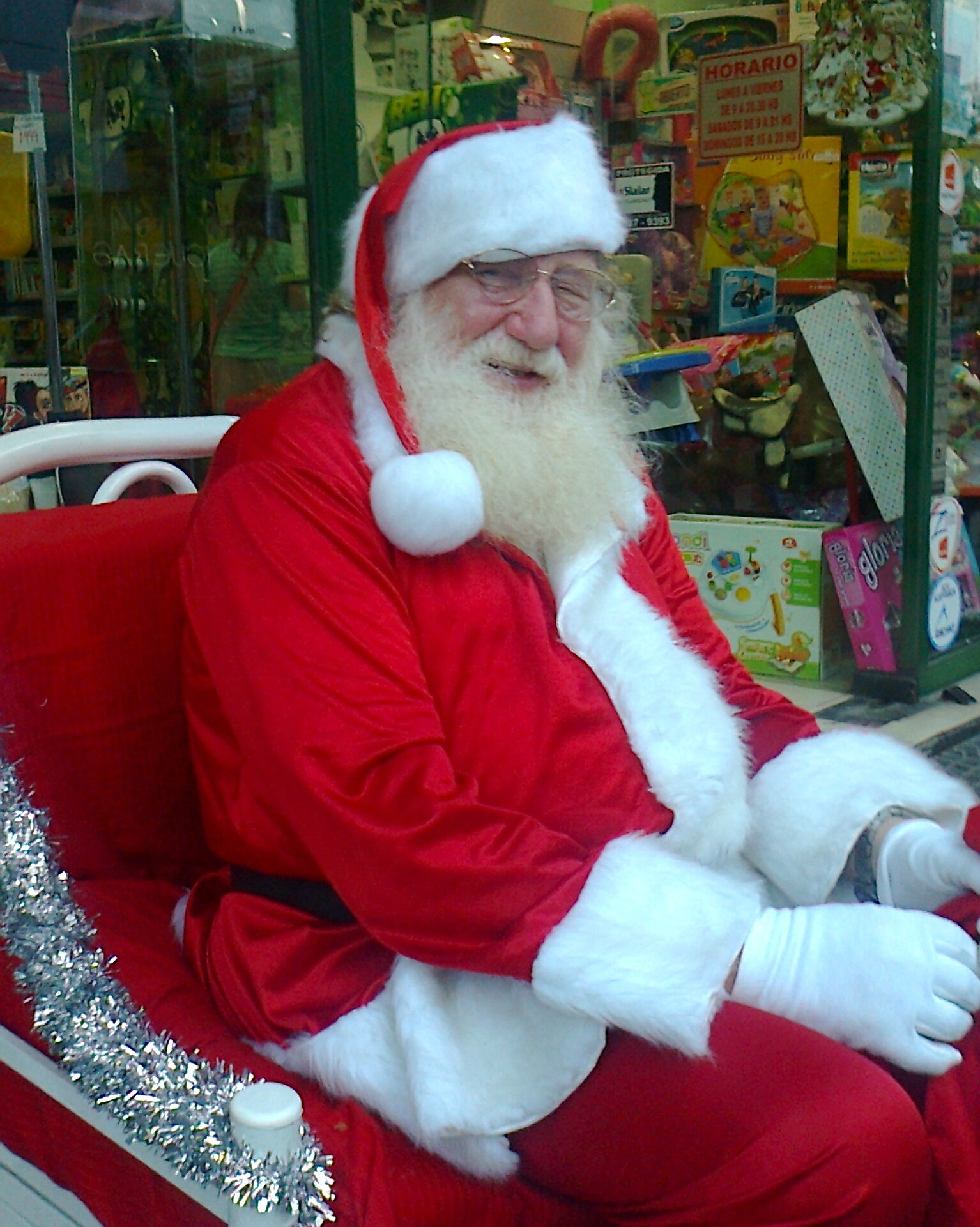
Папа Ноель — аргентинський Санта-Клаус

Доброї ночі аргентинці йдуть до церкви, де проходять різдвяні служби, після чого поспішають до будинку когось із родичів. Зустрічають Свято великими сім'ями — збирається кілька поколінь — бабусі, дідусі, тітки, дядьки, онуки. Грудень в Аргентині дуже спекотний місяць, тому люди вважають за краще їсти головні страви різдвяної трапези на відкритому повітрі в саду. Сім'я співає колядки. О 00.00 25 грудня відкривають сидр, усі вітають одне одного, звучать ¡Feliz Navidad! (Щасливого Різдва!) та інші побажання. Після чого сім'я виходить на вулицю для запуску феєрверків і так званих «глобос» (ісп. globos) — паперові іграшки з вогнями, на кшталт китайських ліхтариків, що запускаються в небо. Потім всі йдуть до ялинки розбирати подарунки, попередньо покладені туди, які заведено дарувати саме на Різдво, а не на Новий рік. Частина людей йдуть у церкві.
Деякі аргентинські сім'ї зустрічають Різдво у церкві, де проходить північна меса — Misa de Gallo. Не рідкість зустріч Різдва на пляжі, а на вечерю замість індички барбекю.
Святкування тривають в Аргентині два тижні, до Дня трьох Королів (волхвів). Перед сном діти залишають своє взуття на порозі, або на підвіконні, а також печиво для волхвів (ісп. Reyes Magos) і воду для верблюдів. «Рейєс Магос» кладуть у залишене дітьми взуття невеликі подарунки.